# 리얼미터
(주)리얼미터 (Realmeter)는 대한민국의 여론 조사 기관으로서 2005년에 설립됐다. 정치·사회 분야 전문 조사 기관으로서 대한민국 최초로 정례 조사를 실시하여 각종 지표를 발표하였다. 주로 ARS (자동응답시스템) 방식 여론조사를 실시한다.

## 역사
1997년 신한국당의 싱크탱크인, 여의도연구원의 전신인 사회개발연구소에 몸담고 있던 이택수가 2005년에 리얼미터를 설립했다. 사회개발연구소에서 ARS로 하는 여론조사를 익히고 리얼미터를 설립하여 ARS 위주의 여론조사를 실시한다. 2005년 9월에 CBS와 여론조사를 처음으로 실시했다. 2009년부터는 매일 조사를 실시했다.

## 논란
2017년 제19대 대통령 선거에서 여론조사방식에 대해 논란이 일었다. 이와 관련 서울대학교 폴랩 한규섭 교수의 팀은 한국정치커뮤니케이션학회의 학술대회에서  리얼미터가 다른 29개 여론조사기관과 비교했을 때 정치적인 편향성이 가장 낮았던 것으로 발표했다. 그러나 선관위에서 심의 조치를 받은 이력이 가장 많다. 2019년 8월 기준 총 308건의 심의내역중 43건 위반으로 압도적이다. 2017년 4월에 라디오 방송에서 여론조사 결과를 왜곡 발표한 혐의로 여심위로부터 3000만원의 과태료 처분을 받았고 한달후인 2017년 5월에 또 중앙선거관리위원회에서 과태료 1500만원을 부과하기도 했다. 물론 대중의 신뢰도는 낮은 편이다.

## 같이 보기
- 한국갤럽
- 대한민국의 대통령 지지율
- 대한민국의 정당 지지율